# Портрет младе жене (Кристус)
Портрет младе жене (хол. Portret van een jonge vrouw) је мала слика настала у техници уљем на храсту, раног холандског сликара Петруса Кристуса. Завршена је пред крај уметниковог живота, између 1465. и 1470. године, и чува се у Гемалдегалери у Берлину. Означава велики стилски напредак у савременом портретисању; девојка је смештена у прозрачно, тродимензионално, реалистично окружење, и гледа у посматрача са компликованим изразом који је уздржан, али интелигентан и будан.
Сматра се једним од најизврснијих портрета северне ренесансе. Историчар уметности Џоел Аптон истакао је да модел са слике личи на „углачани бисер, скоро опалесцентан, који лежи на јастуку од црног сомота”. Слика, развијена по идејама Јана ван Ејка и Рогиера ван дер Вајдена, имала је значајан утицај дуги низ година након настанка. Њена привлачност делимично лежи у њеном интригантном погледу, наглашеном благим несређеним очима, док су обрве благо искошене.

## Слика

### Опис
Кристус уоквирује свој модел у круто и уравнотежено архитектонско окружење. Постављена је унутар уског правоугаоног простора, испред обложеног зида. Геометријски, слика је подељена хоризонталним паралелним линијама профила зидне лајсне и њене блузе, које се спајају у обрнутом троуглу који формира изрез њене хаљине. Приказ позадине донекле одступа од савремених конвенција у портретисању: Кристус поставља девојку уз тамносмеђи зид са мало детаља, за разлику од разрађене унутрашњости Јана ван Ејка, који се често сматра Христовим ментором. Зид поставља модел у реалистичан ентеријер, можда намењен да представља простор у њеном дому.

Сцена је осветљена са леве стране, услед чега се на зиду на десној ивици слике формира сенка од девојке и њеног хенина. Дубина простора коју пружа позадински зид даје простора за ове детаље. Према пољском ликовном критичару Чарлсу Стерлингу, простор између девојке и зида, који омогућава да се овај детаљ прикаже, настао је због утицаја ван Ајка. Светлост баца мутну, али закривљену сенку на зид иза девојке и служи као контрапункт контури образа и линији косе.
Девојка има бледу пут, бадеме и благо оријенталне очи и мрзовољна уста. Њен изглед одговара готичким идејама лепоте - издужене црте лица, уска рамена, коса чврсто затегнута на потиљак, откривајући готово неприродно високо чело. Обучена је у скупу одећу и накит и чини се да је необично елегантна. Неки уметнички критичари сматрају да њен благо шкиљави поглед, који има увид и дубоку самосвест, мистичан, па чак и застрашујући. Према уметничкој критичарки Хуани Вудс-Марсден, чини се да девојка осећа посматрача, стварајући готово невиђени ефекат који је готово без преседана чак и у италијанском портретном сликарству. Положај доње ивице слике појачава овај ефекат, приморавајући гледаоца да готово пркосно усредсреди поглед на лик, што повећава сумњу у праву природу односа између модела, уметника, наручиоца слике и гледалац.
Покривач за главу је варијанта хенина, тада модерног на бургундском двору. Црна трака око браде која га подржава ретко се виђа на сликама тог времена и верује се да је елемент позајмљен од мушког пратиоца и мушке капе шаперон, чији је корнет понекад био омотан око браде на исти начин као на слици. Слични покривач за главу, само без траке око браде среће се на Портрету жене низоземског сликара Рохира ван дер Вејдена.
Ван Ајков утицај је очигледан у филигранском приказу текстура на тканини, детаљима на одећи и накиту, као и у бледој пути и високом лицу модела, што подсећа на мушки лик у Портрету Арнолфинија. Међутим, у другим аспектима Кристус напушта принципе ван Ејка и Роберта Кампина, фокусирајући се на истезање и продужавање. Према немачком ликовном критичару Роберту Зукалеу, „сужење горњег дела тела и главе је појачано изрезом хаљине у облику слова В и цилиндричним покривачем за главу.“ Штавише, прва генерација раних холандских сликара била је охрабрена покровитељством растуће средње класе да секуларизује портрет и лиши племство његовог ексклузивног монопола. Кристус, напротив, наглашава аристократизам, ароганцију, софистицираност и изузетну одећу жене.

## Идентификација модела
У писму из 1824. или 1825. године будући директор берлинске уметничке галерије Густав Ваген даје своје тумачење латинских натписа које је видео на оригиналном раму портрета, који је касније изгубљен. Уз Кристусов потпис, открио је и следећу индикацију идентитета модела: „нећакиња чувеног Талбота“ (хол. eine Nichte des berühmten Talbots). То га је довело до закључка да је девојка припадала једној од најплеменитијих енглеских породица - Талботовима, чија је глава носила титулу грофа од Шрузберија. Године 1863. директор Националне галерије портрета Џорџ Шарф је сугерисао да је слика десно крило диптиха портрета Едварда Гримстона из 1446. у Националној галерији у Лондону, што је довело до спекулација да би девојка могла бити Гримстонова прва жена, Алиса. Ликовна критичарка Грета Ринг оповргнула је ову претпоставку 1913. године, показујући да ни позадина ни димензије портрета нису биле исте и да је Портрет младе жене настао највероватније 20-30 година касније од Гримстоновог портрета.
Џоел Аптон је, развијајући Вагенову анализу, сугерисао да је „чувени Талбот“ нико други до Џон Талбот, I гроф од Шрусберија, који је погинуо у бици код Кастијона 1453. године, иако је позната да је имао само једна нећакиња Анкарет, која је преминула у детињству 1421. године. Шкотски ликовни критичар Лорн Кембел сугерише да је Ваген, с обзиром на латински натпис, можда погрешно протумачио реч „непос“, која такође може значити „унуче“. На основу овога, Аптон је закључио да је на портрету приказана једна од ћерки Џона Талбота, II грофа од Шрузберија, Ана или Маргарет, чији су се родитељи венчали између 1444. и 1445. године, и што добро одговара старости модела са слике. Можда је отпутовала у Бриж да присуствује чувеном раскошном венчању 1468. године Маргарете од Јорка, сестре Едварда  IV Јорка, са Карлом Смелим, војводом од Бургундије.

## Провенијенција
Најранији сачувани запис о слици датира из 1492. године, када се помиње у инвентару имовине породице Медичи, као мали панел са бистом француске даме, обојена уљем, дело Пјетра Крешија из Брижа. Међутим, гледајући и остале записе, изгледа да је писар био необавештен и да је било који део северне уметности из збирке, бележио као „француско“. Слика је била веома цењена и јавно излагана, са необично високом ценом од 40 флорина. Запис се не бави питањем идентитета девојке, што указује да се слика сматрала више естетским него историјским интересом.
Портрет је постао део пруске краљевске колекције 1821. године након што је од енглеског трговца Едварда Солија купљена збирка дела старих мајстора, која је постала основа новоотворене Гемалдегалерие у Берлину. Године 1825. Ваген је портрет приписао Кристусу на основу натписа „PETR XPI”, на сада изгубљеном раму, што је била скраћеница за Петрус Кристофори и повезао са Пиетром Кристусом којег помиње Ђорђо Вазари у свом издању Животи најизврснијих сликара, вајара и архитеката из 1568. године. Ваген је такође идентификовао и слику Светог Елигија, која се сада налази у Метрополитен музеју у Њујорку.
У новијој историји, кључну улогу у враћању Кристусове репутације као једног од водећих северњачких уметника XV века одиграо је Ервин Панофски, који је дело назвао „шармантним, готово француским портретом“ и указао на могућу повезаности са ликом Девице Марије у диптиху Жана Фукеа. Чарлс Стерлинг је проширио ову идеју наглашавајући бројне сличности између женских модела са слика, укључујући чврсто завучену косу, високе јагодице, погледе у страну и намрштене изразе лица.
Пре Вагенове атрибуције, неке од Кристусових слика приписиване су Јану ван Ејку. Током XX века рестаурирани су детаљи уметникове биографије, што је омогућило да се Кристусово дело постепено одвоји од ван Ајковог наслеђа. Познато је да је Кристус потписао шест сачуваних дела, понекад са текстом „PETR XPI ME FECIT” (Petr Xpi направио ме је).

## Датирање
Почетком XX века ауторство и датирање већине Кристусових слика остали су упитни. Портрет младе жене датирао је на око 1446. историчар уметности Волфганг Шене на основу поређења стилова одевања са модним трендовима тог времена. Макс Фридландер је у својој књизи Рано холандско сликарство из 1957. предложио своје датирање и редослед појављивања Кристусових слика, али је већину његових претпоставки само неколико година касније оповргнуо аустријски ликовни критичар Ото Пехт.
Ервин Панофски је 1953. утврдио да је Шенеово датирао са најмање двадесет година ранијом разликом у датумима настанка. По његовом мишљењу, хаљина модела подсећа на бургундску високу моду од касних 1460-их до средине 1470-их. Он је упоредио и прекривач за главу који је носила Марија Портинари на Портрету Ханса Мемлинга из око 1470. и њену хаљину коју је носила дама у илуминацији из око 1470-их на илустрацији Хронике Фроасара настале у Брижу отприлике у исто време. Стерлинг, датирајући дело на око 1465, примећује да је покривач за главу на берлинском панелу другачијег типа од оног на њујоршкој слици. Њујоршки покривач за главу је далеко проширенији, и изгледа да је у стилу који је преовладавао неколико година касније, а осим тога нема драпирани и висећи вео. Стерлинг потом примећује да слика има повећану дубину поља и сложеније детаље светлости од Кристусових ранијих радова. На основу тога верује да је дело изведено касније, током уметниковој каријери.